# Дачиада

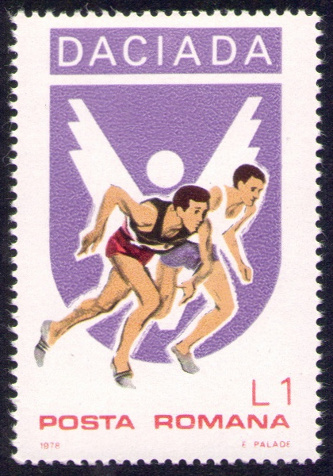
Почтовая марка 1978 года, выпущенная в честь Дачиады

Дачиада (рум. Daciada) — массовые спортивные соревнования, проходившие каждые два года в Социалистической Республике Румыния среди молодёжи, целью которых были развитие массового спорта и привлечение молодёжи к занятию спортом как таковым. Всего прошло шесть подобных соревнований: первая Дачиада состоялась в 1977—1978 годах, когда участвовали шесть миллионов человек (2 тысячи выступали на правах спортсменов-профессионалов). Последняя Дачиада состоялась зимой 1989 года: проведение соревнований прекратилось после Румынской революции 1989 года.

## История
Соревнования учредил президент Социалистической Республики Румыния Николае Чаушеску: название соревнований было взято в честь древней провинции Дакия, мифология и культура которой в 1970-е и 1980-е годы стали неотъемлемой частью государственной идеологии — сочетания коммунизма и румынского национализма. Соревнования начали проводиться с 1977 года на предприятиях, в школах, университетах, воинских частях, коммунах, городах и жудецах: с марта по октябрь проходили летние Дачиады, с ноября по февраль — зимние Дачиады. Финалы проводились каждые два года.
Дачиады развивали спорт в школах, проводили соревнования для всех возрастных категорий, вдохновляли школьников на занятие спортом и, естественно, проводили отбор в различные румынские сборные (в том числе и олимпийские). В рамках проведения Дачиад правительство включало в госпланы строительство спортивных комплексов, стадионов, а также открытие спортивных клубов на региональном уровне. Большинство спорткомплексов в современной Румынии построены именно во времена проведения Дачиад.
В числе участников Дачиад были призёры и чемпионы Олимпийских игр, а также чемпионы мира и Европы: тяжелоатлеты Николаэ Влад (чемпион Олимпийских игр 1984) и Траян Чихэрян (бронзовый призёр Олимпийских игр 1992), легкоатлеты Маричика Пуйкэ (чемпионка Олимпийских игр 1984), Элла Ковач (бронзовый призёр чемпионата мира 1991), Алина Астафей (серебряный призёр Олимпийских игр 1992) и Паула Иван (чемпионка Олимпийских игр 1980), гребчиха Санда Тома (бронзовый призёр Олимпийских игр 2000) и дзюдоист Василе Пушкашу (чемпион Олимпийских игр 1988).
В 2013 году министр по делам молодёжи и спорта Николае Бэничою предложил возродить Дачиады, чтобы вдохновить молодёжь на занятия спортом.